# Cai Yuanpei

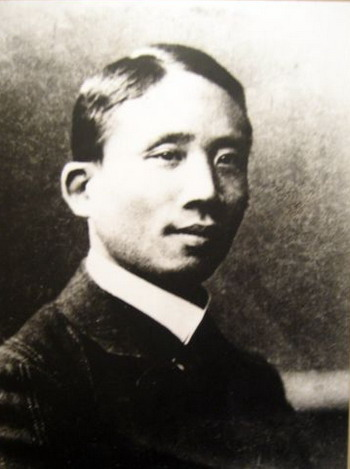
Cai Yuanpei

Cai Yuanpei (chinesisch 蔡元培, Pinyin Cài Yuánpéi, W.-G. Ts'ai Yüan-p'ei; Zì 鶴卿 / 鹤卿,  Hèqīng,  Ho-ch'ing; Milchname 阿培,  Āpéi,  Ā-p'ei; Beiname 孑民,  Jiémín,  Chieh-min – „Einsamer Bürger“; * 11. Januar 1868 im heutigen Straßenviertel Jishan des Stadtbezirks Yuecheng der bezirksfreien Stadt Shaoxing (damals Kreis Shanyin der Präfektur Shaoxing), Provinz Zhejiang, Kaiserreich China; † 5. März 1940 in Hongkong) war ein chinesischer Pädagoge, Ethnologe und Rektor der Peking-Universität. Er war für seine kritische Bewertung der chinesischen Kultur bekannt und gilt dadurch als Mitauslöser der Bewegung des 4. Mai.

## Leben
Cai wurde mit 26 Jahren Mitglied der Kaiserlichen Hanlin-Akademie. 1898 war er in der Verwaltung von Bildungseinrichtungen tätig und wurde:
- Inspektor der Shaoxing Chinese-Western School (紹興中西學堂監督);
- Leiter des Shanshan-Kollegs im Kreis Sheng (嵊縣剡山書院院長);
- Direktor und Lehrer der Sonderklasse der Öffentlichen Nanyang-Schule (南洋公學特班總教習).

Er begründete 1904 Guangfuhui und wurde im folgenden Jahr Mitglied des Tongmenghui.
Nachdem er 1907 Philosophie, Psychologie, Kunstgeschichte und Völkerkunde an der Universität Leipzig v. a. bei Karl Lamprecht, Wilhelm Wundt und Karl Weule studiert hatte, wurde er im Januar 1912 Erziehungsminister der provisorischen Republik China, trat aber unter der Präsidentschaft von Yuan Shikai zurück. Er kehrte nach Deutschland zurück und ging dann nach Frankreich.
Cai kehrte 1916 nach China zurück, um im folgenden Jahr Rektor der Peking-Universität zu werden. 1926 begründete er mit dem Aufsatz Shuo minzu xue (Erläuterung der Ethnologie), die Ethnologie als moderne Wissenschaft in China. 1927 war er Mitbegründer der Nationalen Musikhochschule, aus der später die Musikhochschule Shanghai entstand. Im April 1928 wurde er der erste Präsident der Academia Sinica.
Von 1920 bis 1930 war er auch Rektor an der Chinesisch-Französischen Universität (中法大学; Université Franco-Chinoise) in Peking.
Cai behauptete die gleichwertige Bedeutung der fünf Lebensstile Tugend, Weisheit, Gesundheit, Kollektiv und Schönheit (德、智、體、群、美), wie sie heute noch auf Taiwan, in Hongkong und Macau als Slogan gelehrt werden. Er war ein Gegner des Fußbindens und des Konkubinats, als auch ein Befürworter von Scheidung und Wiederheirat.
Cai Yuanpei starb im Alter von 72 Jahren in Hongkong.